# 孫睿
孫睿（1993年2月8日—）。台灣新生代年輕女演員歌手。All-Range成員。台北市私立華岡藝校畢業。私立中國文化大學中國戲劇學系畢業。2014年在電影《KANO》演飾嘉義女中校花、陳耕元妻子蔡招招而出道。2018年，經歷三年培訓後成為女團ALL-RANGE的成員並於7月正式出道。

## 演藝生涯
2018年7月18日，與妤涵、亭蘭歷時三年訓練後共組女團ALL-RANGE並舉行首張EP《初次見面》發行記者會。

## 生活
和昆凌是很好的朋友，並於周杰倫、昆凌的婚禮擔任伴娘。

## 歌唱經歷
- 2020年 ALL-RANGE 員山燈會
- 2020年 大安濱海樂園演唱
- 2020年 ALL-RANGE 住華科技 台南演唱
- 2020年 ALL-RANGE羅東跨年晚會
- 2019年 不是不懂愛單曲發行
- 2019年 一瞥餘光單曲發行
- 2019年 ALL-RANGE & 南拳媽媽 Amazing New Live Concert 河岸留言
- 2018年 豬事大吉公益市集
- 2018年 湖南 長沙 鑫苑集團明星演唱會
- 2018年 ALL-RANGE 杭州 商演
- 2018年 ALL-RANGE Taipei walker 19週年生日演唱會
- 2018年 廣州 與南拳媽媽 海心沙體育館
- 2018年 張家口 與彈頭合唱 商演

## 影視作品

### 微電影
- 2017年 工研院-IPASS總體形象[瞢]
- 2015年10月「自然匯In Nature」 【永遠給你最呵護的感受】 （页面存档备份，存于） 飾 小菲(成人)
- 2015年 Your Story(和日本偶像團體DISH//合拍)

### 電影
- 2014年《KANO》飾 蔡昭昭
- 2017年《52赫茲我愛你 (52 Hz I Love You)》飾 小心的弟弟女友
- 2017年《夢寐以球》飾 盈盈
- 2017年《雖然媽媽說我不可以嫁去日本》飾 景嵐

### 電視劇
- 2014年《徵婚啟事》第八集 飾 Kenji老婆
- 2016年《滾石愛情故事-小薇》 飾 APPLE
- 2017年《莒光園地》 心輔單元劇-誤解
- 2020年《莒光園地》像極了愛情

### 節目
- 2018年 型男大主廚 ALL-RANGE EP宣傳
- 2018年 娛百 ALL-RANGE 新聲New new 彈
- 2016年 型男大主廚 鐵人瘋宣傳
- 2016年《鐵人瘋》-鐵人三項實境節目(愛奇藝)
- 2014年 娛百 KANO宣傳

### 實境節目
- 2016年 愛奇藝 《鐵人瘋》

### 廣告
- 2021年 7-11精品咖啡
- 2021年 LG OLED TV 廣告 低延遲篇/藝廊篇
- 2020年 茶裏王廣告 — 忙到快昏頭 SOP緊急應變五步驟
- 2019年 Easyshop 【新花開好運來】
- 2018年 國泰人壽微電影 【 Love on Air 】
- 2018年 康是美 喜迎旺福年指定商品滿$688送50
- 2017年 雅漾全效活泉保濕水凝霜 假日篇/起床篇/睡前篇
- 2017年 中國信託指【方便研究所】
- 2015年 怪物彈珠
- 2015-2016年 Adidas X Girls :一起成為Adigirls!
- 2015年《自然匯IN NATURE》[永遠給你最呵護的感受]
- 2014年《Oxytive water》
- 2014年《OB嚴選2014春夏 海灘篇》
- 2014年《OB嚴選2014春夏 野餐篇》
- 2012年《日出茶太 珍珠奶茶篇》

### MV
- 2020年 All-RANGE 不是不懂愛
- 2018年 ALL-RANGE 櫻花草
- 2018年 ALL-RANGE 幸福摩天輪
- 2017年 南拳媽媽【奇蹟】
- 2016年 歌手黃玠-你

### 活動出席
- 2019年 ALL-RANGE GU 春夏新品展示會
- 2019年 ASPORT
- 2019年 ALL-RANGE康泰納仕社群風格名人獎
- 2018年 ALL-RANGE板橋大遠百簽唱會
- 2017年 OPPO手機 R11s風格實驗室
- 2017年 YSL Don’t Stop 時尚派對
- 2014年 台灣自行車節
- 2014年 亞青田徑明星對抗賽

### 平面拍攝
- 2018年 中時美妝
- 2018年 MILK ALL-RANGE
- 2016年 服飾WOOF拍攝
- 2014年 愛女生雜誌
- 2013年 特有種周邊商品拍攝

### 平面專訪
- 2018年 VOGUE ALL-RANGE平面專訪
- 2014年 milk雜誌
- 2014年「娛樂星正妹」孫睿/KANO中的隱藏版美女

## 外部連結
- 孫睿的Facebook專頁
- 孫睿_Fion的新浪微博
- 孫睿的Instagram帳戶